# Rachelle Ferrell
Rachelle Ferrell (Berwyn, 21 de maio de 1961)  é uma cantora estadunidense de R&B,pop, gospel e música clássica. Só que ela é mais conhecida como cantora de jazz contemporâneo.

## Vocais
Detentora de uma gama vocal vasta, que embarga notas alcançadas facilmente em voz de peito forte, ultrapassando a escala dos sopranos, a nota mais grave ao qual Rachelle Ferrell efetuara fora um G2. Sua nota mais aguda em whistle register foi um Eb7, totalizando assim, um alcance vocal de 4,4 oitavas. Sua voz apresenta características de um mezzosoprano que pode adaptar as características do seu timbre para soar tão suave e leve quanto um mezzosoprano leggero ou até mesmo mais maestra e experiente quanto um contralto lírico. Se Rachelle Ferrell fosse uma cantora lírica, provavelmente ela viria a cantar árias ou peças operísticas voltadas para todo o repertório do mezzosoprano, ou até mesmo entrando na área de um bom contralto, sem deixar a desejar o virtuosismo e a clareza na emissão das notas.

### Registro grave
Quando devidamente impostado, é forte, virtuoso e quente. Não deixando a desejar em nada para um contralto, podendo ser moldável e ressonar de maneira tão precisa e brilhante como notas graves efetuadas pelo contralto. Especula-se que se inicie em G2 e se estenda até G#4.

### Registro médio
É forte, vigoroso e ao mesmo tempo suave. Há duas vertentes neste registro vocal e por muitas das vezes, é o que tem sido mais utilizado por Ferrell. Especula-se que se inicie em A4 e se estenda até C#6.

### Registro agudo
É suave, lírico e limpo. Sendo pouco administrável pela falta de uso, porém muito belo e agradável. Rachelle Ferrell utilizou este registro de C5 até Eb6.

### Registro apito
É forte, intenso e metálico. Especula-se que se inicia em E6 e se estende até Eb7. Segundo a própria Rachelle Ferrell, durante uma entrevista, ela se inspirara em Minnie Riperton para a emissão deste registro, o qual, controla muito bem.

## Discografia
| Ano  | Álbum                            | gênero             | Gravadora                    |
| ---- | -------------------------------- | ------------------ | ---------------------------- |
| 2002 | Live at Montreux 91-97 (ao vivo) | Jazz               | Blue Note                    |
| 2000 | Individuality (Can I Be Me?)     | R&B, Gospel e Jazz | Capitol                      |
| 1994 | Nothing Has Ever Felt Like This  | R&B, Pop           | Capitol                      |
| 1993 | Welcome to My Love               | R&B, Pop           | Capitol                      |
| 1992 | Rachelle Ferrell                 | Jazz Contemporâneo | Capitol/EMI                  |
| 1992 | Til You Come Back to Me          | Jazz Contemporâneo | Capitol                      |
| 1990 | Somethin' Else                   | Jazz Contemporâneo | Blue Note                    |
| 1990 | First Instrument                 | Jazz Contemporâneo | EMI (Japão) Blue Note (1995) |